# 3467 Бернхайм
3467 Бернхайм (3467 Bernheim) — астероїд головного поясу, відкритий 26 вересня 1981 року.
Тіссеранів параметр щодо Юпітера — 3,502.